# National Geographic Junior
National Geographic Junior is een Nederlandstalig jeugdtijdschrift voor kinderen uit groep 6, 7 en 8 uit de basisschool. Het tijdschrift verschijnt maandelijks in twaalf exemplaren per jaar.

## Oplage
| Jaar | Betaalde gerichte oplage | Totaal verspreide oplage |       |
| ---- | ------------------------ | ------------------------ | ----- |
| 2011 | 49.426                   | 49.663                   | [ 2 ] |
| 2012 | 48.443                   | 49.728                   | [ 3 ] |
| 2022 | 33.166                   | 47.846                   |       |